# Vita: istruzioni per l'uso
Vita: istruzioni per l'uso è un romanzo dello scrittore egiziano Ahmed Nagi e illustrato da Ayman Al Zorqani. Pubblicato al Cairo nel 2014 dalla casa editrice Dar al-Tanweer, l'opera è un testo visionario e sperimentale in cui realtà e finzione si alternano e sovrappongono dando vita ad un esperimento letterario, nel quale la parte grafica gioca un ruolo decisivo. L'autore è stato arrestato in Egitto nel marzo 2016 e condannato a due anni di prigione dal tribunale di Bulaq per “oltraggio al pudore” per il contenuto del capitolo 6. Il 16 maggio 2016 PEN ha assegnato all'autore il PEN/Barbey Freedom to Write Award, riconoscendo la sua lotta di fronte alle avversità per il diritto alla libertà di espressione.

## Trama
Bassàm Bahgat è stato ingaggiato per produrre documentari di propaganda per la “Società degli Urbanisti”, un’organizzazione segreta (capillarmente estesa nel mondo) dedita alla riprogettazione del Cairo. Il documentarista non sa che il sottile intento della Società è quello distruggere definitivamente la città creandone una nuova, dalla forma futuristica e commerciale. La vita di Bassàm cambierà improvvisamente con l’incontro di Ihàb Hassan, personaggio eccentrico e carismatico, che contrapponendosi alla Società, gli propone il suo rivoluzionario progetto: modificare la metropoli cairota affinché il degrado urbano si estingua.

## Edizioni
- Ahmed Nagi, Ayman Al Zorqani, Istikhdam al-Hayat, Dar al-Tanweer, Il Cairo, 2014,  p. 240, ISBN 978-97-76483-02-6.
- Ahmed Nagi, Ayman Al Zorqani, Vita: istruzioni per l'uso, traduzione di Barbara Benini, collana Altriarabi, il Sirente, Fagnano Alto, 2016,  p. 280, ISBN 978-88-87847-61-1.